# Hippodrome de Metsämäki
L'hippodrome de Metsämäki (finnois : Metsämäen ravirata) se trouve dans le quartier de Metsämäki à Turku en Finlande.  

## Présentation
L'hippodrome est situé le long de la route régionale 222, ou Vanha Tampereentie, à six kilomètres du centre-ville de Turku,.  
La longueur de la piste est de 1000,09 mètres. 
La longueur de la ligne droite avant est de 180 m et sa largeur est de 25 m. 
La longueur de la ligne droite arrière est de 170 m et la largeur est de 20 m. 
Le rayon de la piste est de 88 mètres. 
La tribune compte 700 places et le restaurant Metsämäki de 400 places, qui donne vue sur la piste de course. 
Dans le même bâtiment, Totohalli dispose également de deux cafés et d'un bar, ainsi que de trois cabinets de 30 places.